# Генрі Геймліх
Генрі «Генк» Джуда Геймліх (Гаймліх) (англ. Henry "Hank" Judah Heimlich — Гаймлік; 3 лютого 1920, Вілмінгтон — 17 грудня 2016, Цинциннаті) — американський лікар (торакальний хірург) і громадський діяч, який отримав широку популярність як винахідник методу піддіафрагмальних поштовхів в разі, якщо в горло пацієнта потрапив чужорідний предмет («прийом Геймліха», 1974), а також різноманітними винаходами (включаючи «клапан Геймліха», 1963) та пропозиціями в галузі медицини.

## Біографія
Народився у Вілмінгтоні, штат Делавер, в сім'ї соціального працівника Філіпа Пінхуса Геймліха (Хаймліха) (1888—1986) і Мері Епштейн, що походили з родин єврейський емігрантів з Австро-Угорської імперії і Росії. Закінчив Корнеллський університет і пізніше Вейл-Корнеллський медичний коледж зі ступенем доктора медицини, який отримав в 1943 році. У 1944 році, під час інтернатури, був призваний в армію і проходив службу морським піхотинцем в період бойових дій на японському фронті уВнутрішній Монголії. Після демобілізації пройшов резидентуру і спеціалізацію з торакальної хірургії в госпіталях Нью-Йорк (1946—1950). У 1969 році переїхав з Нью-Йорка в Цинциннаті, де очолив хірургічне відділення в єврейській лікарні (1969—1977). З 1977 року був професором клінічних досліджень в Університеті Ксав'є.

### Відкриття та винаходи
У 1955 році розробив одну з перших методик шунтування стравоходу (reversed gastric tube esophagoplasty) і займався її вдосконаленням протягом двох десятиліть .
У 1980-1990-і роки запропонував використання малярійної терапії хворих з раковими захворюваннями з метою підтримки гіперпіретичної гарячки, яка, на думку автора, викликала загибель в першу чергу ракових клітин (пізніше він поширив цю ж методику, malariotherapy, на лікування СНІДу і хвороби Лайма)— — ця методика зазнала нападок з боку груп за права людини і критики з боку медичної спільноти, але дослідження в цій галузі тривали за межами США.
На початку 1980-х років також брав участь у русі американо-радянської дружби, в рамках якого запропонував спільні розробки комп'ютерних технологій дослідниками двох країн.
Є володарем цілого ряду престижних медичних премій, в тому числі Премії Ласкера (1984).

### Метод Геймліха

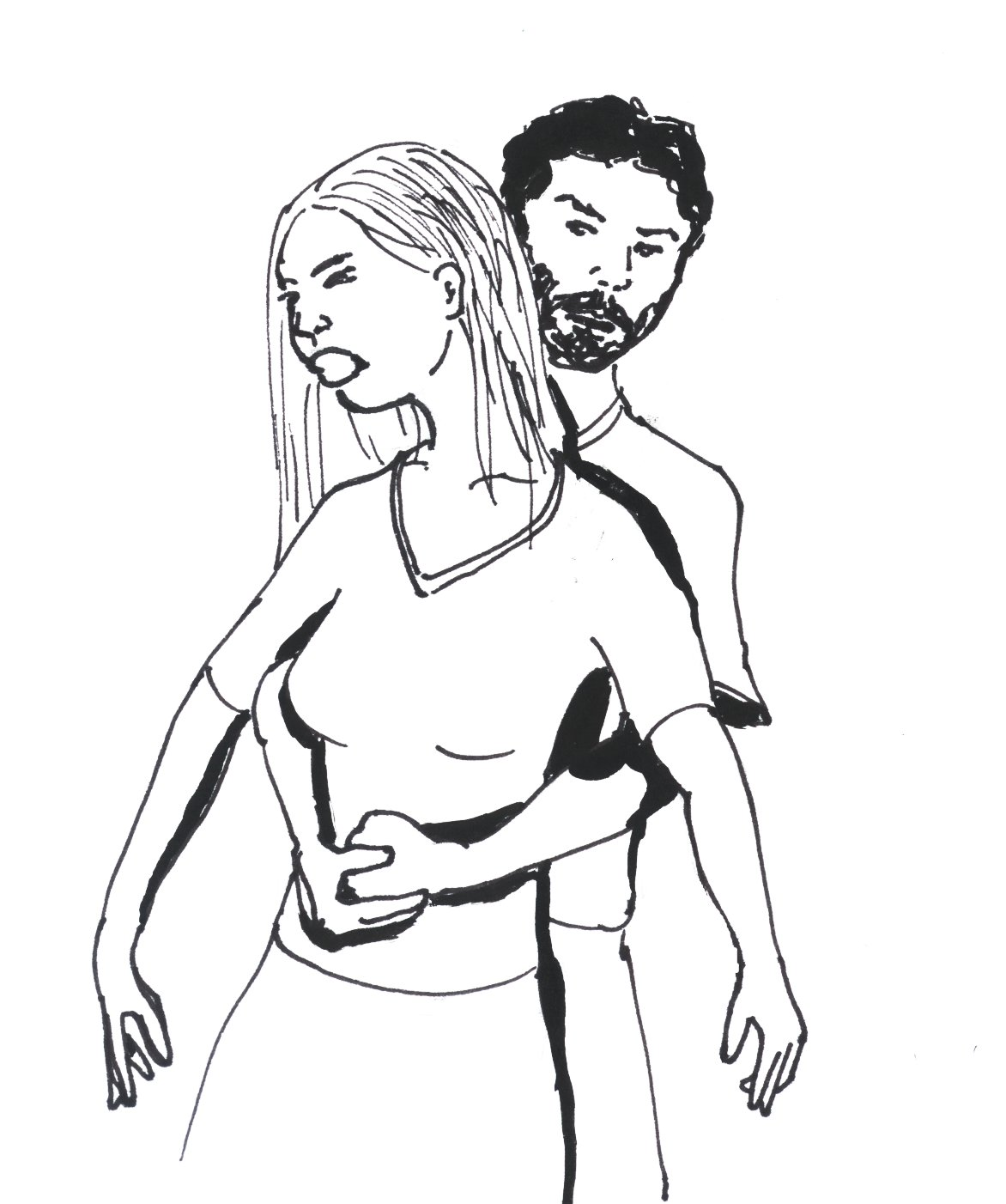
Метод Геймліха

Геймліх винайшов методику порятунку людини, яка гине від задухи через попадання в горло стороннього предмета. Статтю з описом своєї методики порятунку людини, що гине від задухи, вперше опублікував в 1974 році, і вже в наступному році вона була прийнята як стандартна методика Американською асоціацією лікарів невідкладної допомоги. Згідно з методом, людина, що надає допомогу, має встати за спиною потерпілого, потім стиснути одну руку в кулак і покласти її на живіт тому, хто в той момент задихається. Долоня іншої руки кладеться поверх кулака, швидким поштовхом вгору кулак вдавлюється в живіт. Завдяки цьому у людини відновлюється дихання.
У 1982 році Геймліх розробив перший внутрішньотрахейний катетер для хронічної кисневої терапії (Heimlich Micro-Trach)- перший пристрій такого роду.

### Клапан Геймліха
Конструкція так званого "клапана Геймліха « для запобігання пневмотораксу.

### Смерть
17 грудня 2016 року Генрі Геймліх помер у лікарні Цинциннаті від серцевої недостатності, викликаної інфарктом міокарда.

## Особисте життя
Дружина (з 1951 року) — Джейн Мюррей (1926—2012), автор книг по гомеопатії і іншим альтернативним методам лікування, дочка хореографа Артура Мюррея (Мойсей Тайхман, 1895—1991).
Четверо дітей.
Племінник Генрі Геймліха (син його брата Хаскеля) — актор і режисер Енсон Вільямс (справжнє прізвище Геймліх, нар. 1949).

## Цікаві факти
У 7-й серії (Thou Shalt Not … — „Не забажай…“») другого сезону телесеріалу «Квантовий стрибок», дія якої відбувається в 1974 році, Сем Беккет рятує людину, використовуючи метод Геймліха, про який в майбутньому добре відомо. Після слів подяки виявляється, що врятованим і був доктор Геймліх.

## Пам'ять
На честь Генрі Геймліха названо астероїд 10637 Гаймліг.